# 聖拉斐爾德韋拉斯科
聖拉斐爾德韋拉斯科是玻利維亞的城鎮，位於該國東部，由聖克魯斯省負責管轄，距離首府聖克魯斯472公里，海拔高度408米，每年平均降雨量1,257毫米，2012年人口2,912。

## 外部連結
- Map of José Miguel de Velasco Province （页面存档备份，存于）
- Description of the Jesuit mission (World Heritage Site) with pictures and information

16°47′13″S 60°40′26″W / 16.7869°S 60.6738°W